# نظریه مرد بزرگ

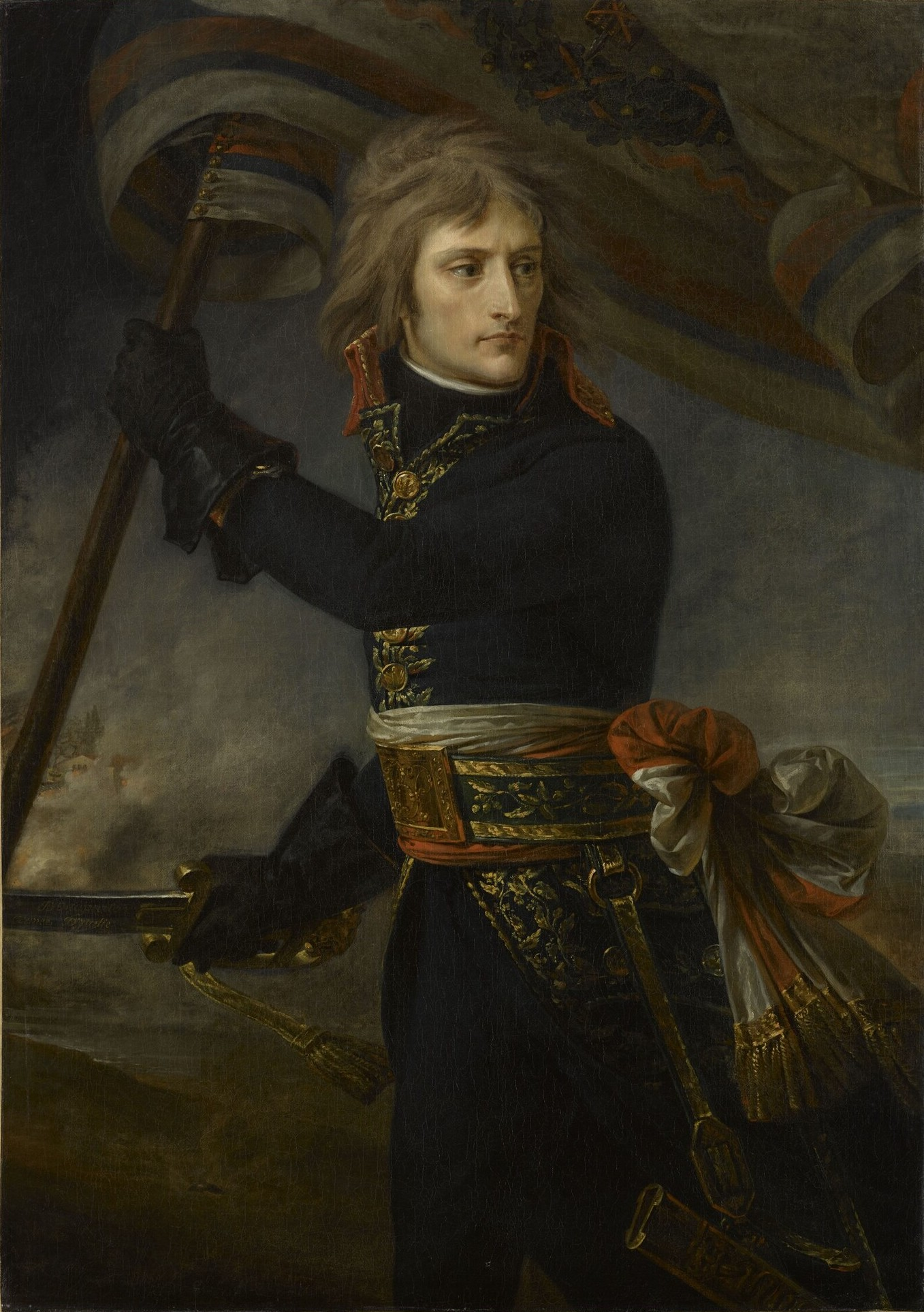
آنتوان ژان گروس - بناپارت روی پل در آرکول 1801

نظریه شخصیت‌های برجسته نظریه‌ای است که در قرن ۱۹ توسط توماس کارلایل مطرح شد؛ و بر اساس آن تاریخ با توجه به اثر مردان بزرگ یا پهلوانان توضیح داده می‌شود؛ افرادی هستند که تأثیرگذاری بالای تاریخی دارند و دلایل مختلفی می‌تواند داشته باشد. مانند: جذابیت، نفوذ، قدرت کلام و پیشگامی که برخی از مردم به‌ویژه رهبران از آن برخوردارند، هوش و خرد یا توانایی‌های سیاسی.
این نظریه در سال‌های ۱۸۴۰ توسط نویسنده اسکاتلندی توماس کارلایل مطرح و متداول گردید. ولی در سال ۱۸۶۰ هربرت اسپنسر آن را تثبیت کرد که تا کنون باقیست. او گفت که این افراد حاصل اجتماع خود هستند و تأثیرگذاری آن‌ها مدیون شرایط ایجاد شده قبل از آنهاست. در بررسی‌های موجود در کتاب صد (کتاب) نفرات اول تا چهارم تأثیرگذارترین افراد، اول محمد بن عبدالله (پیامبر دین اسلام)، دوم آیزاک نیوتن (ریاضی‌دان و فیزیک‌دان) و سوم عیسی مسیح (پیامبر مسیحیت) و چهارم بودا شناخته شده‌اند.